# 松浦与三郎
松浦 与三郎（まつうら よさぶろう、1864年10月9日（元治元年9月9日）- 1948年（昭和23年）3月13日）は、日本の政治家。衆議院議員（1期）。

## 経歴
日向国那珂郡、のちの宮崎県南那珂郡飫肥町（現日南市）で生まれた。1880年（明治13年）鹿児島師範学校速習科卒。シャム王国へ森林視察のため渡航する。また、中国各地を歴遊する。その後、満州営口及び大連で煉瓦工場を設立し、経営する。
1917年（大正6年）第13回衆議院議員総選挙において宮崎県から無所属で立候補して当選する。衆議院議員を1期務め、1920年（大正9年）第14回衆議院議員総選挙には立候補しなかった。1948年に死去した。